# Abdelhamid Sabiri
Abdelhamid Sabiri, född 28 november 1996 i Goulmima, är en marockansk fotbollsspelare (mittfältare) som spelar för Sampdoria och Marockos landslag.

## Landslagskarriär
Sabiri debuterade för Marockos landslag den 23 september 2022 i en 2–0-vinst över Chile, där han blev inbytt i den 76:e minuten mot Selim Amallah. I november 2022 blev Sabiri uttagen i Marockos trupp till VM 2022.